# 白川篤典
白川 篤典（しらかわ あつのり、1967年7月29日 - ）は、日本の実業家。ヴィレッジヴァンガードコーポレーション代表取締役社長。

## 人物・経歴
長崎県出身。1990年長崎大学経済学部卒業、国際証券入社。1997年日本アジア投資入社。2003年ヴィレッジヴァンガードコーポレーション取締役経営企画室長。2006年ヴィレッジヴァンガードコーポレーション常務取締役。2010年からヴィレッジヴァンガードコーポレーション代表取締役社長を務め、2013年に上場以来初となる赤字に陥るなど業績悪化が続く中、POSシステム導入などを行った。